# Mouvement de libération croate

Le Mouvement de libération croate (en croate: Hrvatski oslobodilački pokret) ou HOP est un parti d'extrême droite croate fondé à Buenos Aires en 1956 par l'ancien dictateur croate Ante Pavelić.
Jusque dans les années 1970, le HOP était une organisation d'émigrés croates dont plus de 80% des membres étaient issus de personnes ayant été politiquement actives sous le régime de l'État indépendant de Croatie de 1941 à 1945. Dirigée à l'origine par Ante Pavelić, l'ancien Poglavnik, parmi les autres signataires de la première charte de fondation du HOP, figuraient d'anciens responsables du gouvernement de la NDH, tels que Džafer Kulenović et Vjekoslav Vrančić, qui ont fait de lui un successeur de l'organisation fasciste croate des Oustachis.
L’objectif déclaré de l’organisation était de rétablir l’État indépendant de Croatie dans ses frontières de la Seconde Guerre mondiale, couvrant la majeure partie du territoire de la Croatie et de la Bosnie-Herzégovine actuelles, qui était à l’époque de la fondation du HOP, territoires de la Yougoslavie. Bien que considéré de l'extérieur comme l'organisation nationaliste croate la plus radicale, le HOP s'est officiellement décrit comme une organisation anticommuniste attachée à des moyens politiques démocratiques.
Après l'effondrement du communisme en Yougoslavie au début des années 1990, le siège de l'organisation a été transféré de Buenos Aires à Zagreb et il a été officiellement enregistré en tant que parti politique en Croatie en octobre 1991.
Après l'enregistrement, le HOP s'est présenté aux élections législatives d'août 1992 sans grand succès. Depuis lors, il est resté une force politique marginale. Leur seule autre campagne électorale a eu lieu six ans plus tard pour l'élection de 2007, au cours de laquelle ils se sont également mal comportés[Quoi ?].
Aujourd'hui, le HOP fonctionne en tant que petit parti politique en Croatie sans siège au Parlement croate ni à aucun autre niveau de gouvernement. L'organisation a des succursales actives au Canada (à Toronto, Winnipeg et Vancouver) et en Australie (à Melbourne et à Sydney).